# Maciej Stańco

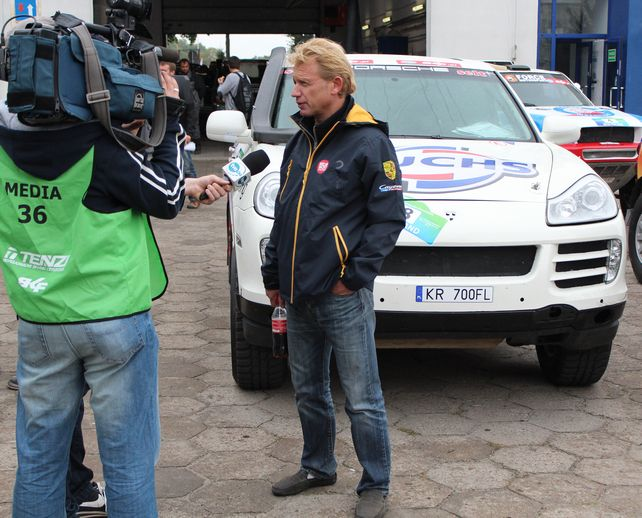
Maciej Stańco 2012 bei einem Interview

Maciej Stańco (* 25. September 1964) ist ein ehemaliger polnischer Automobilrennfahrer.

## Karriere
Maciej Stańco fing Anfang der 2000er Jahre mit dem Motorsport an. 2000 startete er für das Team Alda Motorsport mit einem Alfa Romeo 155 TS im European Super Touring Cup.
Ein Jahr später trat er für Konrad Motorsport mit einem Porsche 911 GT2 (Typ 993) in je einem Rennen in der GTS-Klasse der American Le Mans Series und European Le Mans Series an.
2002, 2003 und 2005 fuhr er in der FIA-GT-Meisterschaft. In den ersten beiden Jahren startete er mit einem Porsche 911 GT2 (Typ 993) in der GT-Wertung und 2005 mit einem Saleen S7-R in der GT1-Wertung.
Parallel fuhr er 2003 für das Star-Moto-Racing Team mit einem Porsche 911 GT2 (Typ 993) in der Euro GT Series und erzielte den dritten Platz in der GT-Wertung.
2006 und 2007 trat er mit dem Team Fuchs-Star-Moto Racing im Porsche Carrera Cup Deutschland an. Sein bestes Ergebnis in der Rennserie erreichte er 2006 mit 20. Platz in Gesamtwertung.
2012 trat Stańco mit einem Porsche Cayenne in der Baja Poland World Cup des FIA Marathonrallye Worldcups an. Wegen eines Unfalls konnte er das Rennen nicht beenden.